# さがみ野
さがみ野（さがみの）は、神奈川県座間市の町名。現行行政地名はさがみ野一丁目からさがみ野三丁目。住居表示実施済み区域。

## 歴史

### 沿革
- 1978年（昭和53年）3月16日 - さがみ野駅前郵便局開局。
- 1985年（昭和60年）10月21日 - 住居表示の実施に伴い、栗原字東原の一部を分離し、さがみ野一丁目からさがみ野三丁目を新設[5]。

## 世帯数と人口
2023年（令和5年）8月1日現在（座間市発表）の世帯数と人口は以下の通りである。
| 丁目           | 世帯数    | 人口    |
| -------------- | --------- | ------- |
| さがみ野一丁目 | 732世帯   | 1,387人 |
| さがみ野二丁目 | 264世帯   | 432人   |
| さがみ野三丁目 | 229世帯   | 421人   |
| 計             | 1,225世帯 | 2,240人 |

### 人口の変遷
国勢調査による人口の推移。
| 年                 | 人口  |
| ------------------ | ----- |
| 1995年（平成7年）  | 2,415 |
| 2000年（平成12年） | 2,340 |
| 2005年（平成17年） | 2,345 |
| 2010年（平成22年） | 2,237 |
| 2015年（平成27年） | 2,203 |
| 2020年（令和2年）  | 2,201 |

### 世帯数の変遷
国勢調査による世帯数の推移。
| 年                 | 世帯数 |
| ------------------ | ------ |
| 1995年（平成7年）  | 992    |
| 2000年（平成12年） | 1,026  |
| 2005年（平成17年） | 1,058  |
| 2010年（平成22年） | 1,038  |
| 2015年（平成27年） | 1,065  |
| 2020年（令和2年）  | 1,147  |

## 学区
市立小・中学校に通う場合、学区は以下の通りとなる（2022年12月時点）。
- 番・番地等 : 一 - 三丁目、全域
  - 小学校 : 座間市立東原小学校
  - 中学校 : 座間市立南中学校

## 事業所
2021年（令和3年）現在の経済センサス調査による事業所数と従業員数は以下の通りである。
| 丁目           | 事業所数  | 従業員数 |
| -------------- | --------- | -------- |
| さがみ野一丁目 | 31事業所  | 276人    |
| さがみ野二丁目 | 75事業所  | 526人    |
| さがみ野三丁目 | 17事業所  | 59人     |
| 計             | 123事業所 | 861人    |

### 事業者数の変遷
経済センサスによる事業所数の推移。
| 年                 | 事業者数 |
| ------------------ | -------- |
| 2016年（平成28年） | 133      |
| 2021年（令和3年）  | 123      |

### 従業員数の変遷
経済センサスによる従業員数の推移。
| 年                 | 従業員数 |
| ------------------ | -------- |
| 2016年（平成28年） | 1,039    |
| 2021年（令和3年）  | 861      |

## 交通

### 鉄道
町内に鉄道駅はないが、隣の海老名市東柏ケ谷に当町の名前を冠する相鉄本線さがみ野駅がある。

### 道路
- 神奈川県道42号藤沢座間厚木線

## 施設
- 食品館あおば さがみ野店

## その他

### 日本郵便
- 郵便番号 : 252-0005[3]（集配局 : 座間郵便局[15]）。